# Euselates dissimilis
Euselates dissimilis är en skalbaggsart som beskrevs av Shinji Nagai 1986. Euselates dissimilis ingår i släktet Euselates och familjen Cetoniidae. Inga underarter finns listade i Catalogue of Life.